# 吹雪 (歌曲)
《吹雪》（日语：ふぶき）是西澤幸奏的第1張單曲，於2015年2月18日由FlyingDog發售。

## 概要
《吹雪》為西澤幸奏的出道曲，為電視動畫《艦隊Collection》的片尾曲。
《吹雪》的歌詞中提到了吹雪型的部分艦艇（吹雪、白雪、初雪、深雪、叢雲、磯波），且以上的艦娘都是由上坂堇配音。
在單曲插圖中艦娘為吹雪。該曲與艦隊Collection的主題曲《海色》同時發售。

## 反應
《海色》推出後在僅僅幾天之內便與《吹雪》一起於秋葉原「消失」，各售賣點均貼出售罄字樣，同時亞馬遜日本的庫存亦全數被訂購完畢。最後經計算後首週賣出了超過2.8萬張。
Billboard Hot Animation方面，《吹雪》初登場便登上第2位，僅次於《海色》。另外吹雪和海色亦取得了iTunes日本排行榜日榜（2月19日）與週榜的冠亞軍。而在3月2日公佈的Oricon公信榜週榜中，《吹雪》取得第6位，緊貼在《海色》之後。

## 收錄曲
CD
1. 吹雪
作詞：minatoku（田中謙介）、作曲：Hige Driver（日语：ヒゲドライバー）、編曲：WEST GROUND/齊藤悠彌
電視動畫《艦隊Collection》的片尾曲
2. Meaning
作詞：Micco、作曲：田中潤也、編曲：N@oki
3. 吹雪 （instrumental）
4. Meaning （instrumental）

## 脚註
1. ↑  白雪、初雪、深雪、叢雲與磯波均沒有在動畫中登場

## 外部連結
- FlyingDog介紹頁（页面存档备份，存于）